# トリフォン・キン・キー・ムルンバ

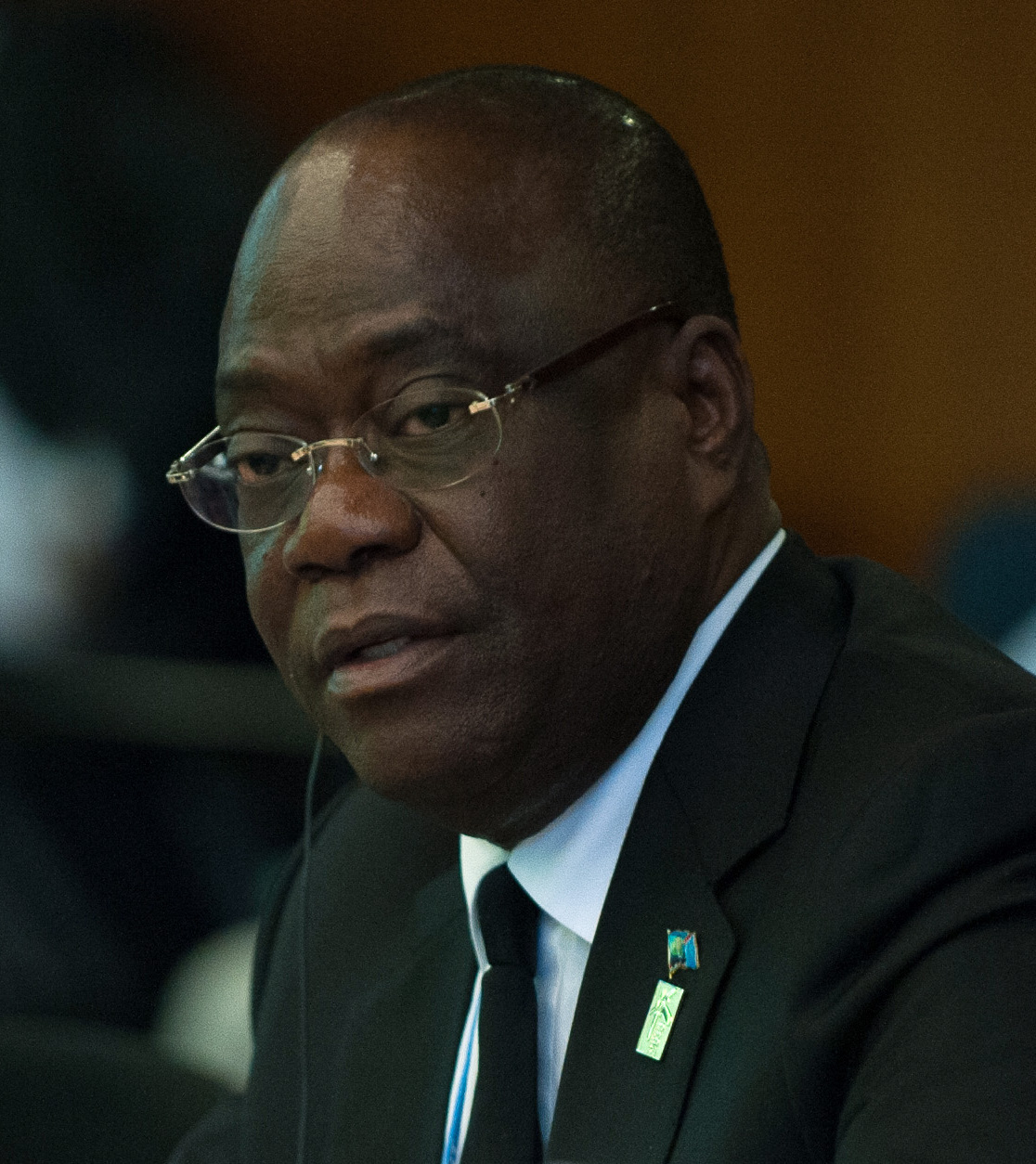
トリフォン・キン・キー・ムルンバ

トリフォン・キン・キー・ムルンバ(フランス語：Tryphon Kin-Kiey Mulumba、1949年9月4日 - )は、コンゴ民主共和国の政治家である。ベルギー領コンゴのキンダムビ出身。 オーギュスタン・マタタ・ポニョ首相のもと、議会との関係大臣、郵便・通信大臣を務めていた。 2018年には、立候補したコンゴ民主共和国総選挙の大統領候補のひとりでもあった また、2006年の選挙以来、バンドゥンドゥ州の代表として国民議会に在籍していたこともあり ジョセフ・カビラ大統領の親しい支持者であったが、 2018年にはカビラが選んだ候補者であるエマニュエル・ラマザニ・シャダリの対抗馬として出馬することを選んだ。